# Liste des titres musicaux numéro un en Allemagne en 1958
Cette page liste les titres numéro un dans les meilleures ventes de disques en Allemagne pour l'année 1958 selon Media Control Charts. 
Les classements sont issus des 100 meilleures ventes de singles. Ils se déroulent du vendredi au jeudi, et sont publiés le mardi par l'industrie musicale allemande.

## Classement des singles
| №  | Date         | Artiste          | Titre                     |
| -- | ------------ | ---------------- | ------------------------- |
| 1  | 4 janvier    | Caterina Valente | Wo meine Sonne scheint    |
| 2  | 11 janvier   | Caterina Valente | Wo meine Sonne scheint    |
| 3  | 18 janvier   | Caterina Valente | Wo meine Sonne scheint    |
| 4  | 25 janvier   | Fred Bertelmann  | Der lachende Vagabund     |
| 5  | 1er février  | Fred Bertelmann  | Der lachende Vagabund     |
| 6  | 8 février    | Fred Bertelmann  | Der lachende Vagabund     |
| 7  | 15 février   | Fred Bertelmann  | Der lachende Vagabund     |
| 8  | 22 février   | Fred Bertelmann  | Der lachende Vagabund     |
| 9  | 1er mars     | Fred Bertelmann  | Der lachende Vagabund     |
| 10 | 8 mars       | Fred Bertelmann  | Der lachende Vagabund     |
| 11 | 15 mars      | Fred Bertelmann  | Der lachende Vagabund     |
| 12 | 22 mars      | Fred Bertelmann  | Der lachende Vagabund     |
| 13 | 29 mars      | Fred Bertelmann  | Der lachende Vagabund     |
| 14 | 5 avril      | Fred Bertelmann  | Der lachende Vagabund     |
| 15 | 12 avril     | Mitch Miller     | The River Kwai March (en) |
| 16 | 19 avril     | Mitch Miller     | The River Kwai March (en) |
| 17 | 26 avril     | Mitch Miller     | The River Kwai March (en) |
| 18 | 3 mai        | Mitch Miller     | The River Kwai March (en) |
| 19 | 10 mai       | Mitch Miller     | The River Kwai March (en) |
| 20 | 17 mai       | Mitch Miller     | The River Kwai March (en) |
| 21 | 24 mai       | Mitch Miller     | The River Kwai March (en) |
| 22 | 31 mai       | Mitch Miller     | The River Kwai March (en) |
| 23 | 7 juin       | Mitch Miller     | The River Kwai March (en) |
| 24 | 14 juin      | Mitch Miller     | The River Kwai March (en) |
| 25 | 21 juin      | Mitch Miller     | The River Kwai March (en) |
| 26 | 28 juin      | Mitch Miller     | The River Kwai March (en) |
| 27 | 5 juillet    | Mitch Miller     | The River Kwai March (en) |
| 28 | 12 juillet   | Billy Vaughn     | Sail Along Silv’ry Moon   |
| 29 | 19 juillet   | Billy Vaughn     | Sail Along Silv’ry Moon   |
| 30 | 26 juillet   | Billy Vaughn     | Sail Along Silv’ry Moon   |
| 31 | 2 août       | Billy Vaughn     | Sail Along Silv’ry Moon   |
| 32 | 9 août       | Billy Vaughn     | Sail Along Silv’ry Moon   |
| 33 | 16 août      | Billy Vaughn     | Sail Along Silv’ry Moon   |
| 34 | 23 août      | Billy Vaughn     | Sail Along Silv’ry Moon   |
| 35 | 30 août      | Billy Vaughn     | Sail Along Silv’ry Moon   |
| 36 | 6 septembre  | Billy Vaughn     | Sail Along Silv’ry Moon   |
| 37 | 13 septembre | Billy Vaughn     | Sail Along Silv’ry Moon   |
| 38 | 20 septembre | Freddy Quinn     | Der Legionär              |
| 39 | 27 septembre | Freddy Quinn     | Der Legionär              |
| 40 | 4 octobre    | Freddy Quinn     | Der Legionär              |
| 41 | 11 octobre   | Peter Kraus      | Hula Baby                 |
| 42 | 18 octobre   | Perez Prado      | Patricia                  |
| 43 | 25 octobre   | Perez Prado      | Patricia                  |
| 44 | 1er novembre | Perez Prado      | Patricia                  |
| 45 | 8 novembre   | Freddy Quinn     | Ich bin bald wieder hier  |
| 46 | 15 novembre  | Freddy Quinn     | Ich bin bald wieder hier  |
| 47 | 22 novembre  | Billy Vaughn     | La Paloma                 |
| 48 | 29 novembre  | Billy Vaughn     | La Paloma                 |
| 19 | 6 décembre   | Billy Vaughn     | La Paloma                 |
| 50 | 13 décembre  | Billy Vaughn     | La Paloma                 |
| 51 | 19 décembre  | Billy Vaughn     | La Paloma                 |
| 52 | 26 décembre  | Billy Vaughn     | La Paloma                 |